# Ragonotia
Ragonotia is een geslacht van vlinders van de familie snuitmotten (Pyralidae), uit de onderfamilie Phycitinae.

## Soorten
- R. dotalis Hulst, 1886
- R. olivella Hulst, 1888